# Du Maurier Open 1996
Du Maurier Open 1996 — тенісний турнір, що проходив на відкритих кортах з твердим покриттям. Це був 110-й турнір Canada Masters. Належав до серії Mercedes Super 9 в рамках Туру ATP 1996, а також до серії Tier I в рамках Туру WTA 1996. Чоловічий турнір відбувся в National Tennis Centre у Торонто з 5 до 11 серпня 1996 року, а ждіночий - на du Maurier Stadium у Монреалі з 19 до 26 серпня 1996 року.

## Переможці та фіналісти

### Одиночний розряд, чоловіки
Вейн Феррейра —  Тодд Вудбрідж 6–2, 6–4
- Для Феррейри це був 2-й титул за сезон і 18-й - за кар'єру.

### Одиночний розряд, жінки
Моніка Селеш —  Аранча Санчес Вікаріо 6–1, 7–6(7–2)
- Для Селеш це був 3-й титул за сезон і 41-й — за кар'єру.

### Парний розряд, чоловіки
Патрік Гелбрайт /  Паул Гаргейс —  Марк Ноулз /  Деніел Нестор 7–6, 6–3
- Для Гелбрайта це був 3-й титул за сезон і 27-й - за кар'єру. Для Гаргейса це був 1-й титул за рік і 29-й - за кар'єру.

### Парний розряд, жінки
Лариса Нейланд /  Аранча Санчес Вікаріо —  Мері Джо Фернандес /  Гелена Сукова 7–6(7–1) (Fernandez and Suková знялася)
- Для Нейланд це був 4-й титул за сезон і 60-й — за кар'єру. Для Санчес Вікаріо це був 11-й титул за сезон і 73-й — за кар'єру.